# Милуванська сільська рада
| Милуванська сільська рада — орган місцевого самоврядування у Тисменицькому районі Івано-Франківської області з адміністративним центром у с. Милування. Утворена 9 липня 1991 року. Сільській раді підпорядковані населені пункти: - с. Милування |

## Склад ради
Рада складається з 16 депутатів та голови.

### Керівний склад ради
| ПІБ                     | Основні відомості                                            | Дата обрання | Дата звільнення |
| ----------------------- | ------------------------------------------------------------ | ------------ | --------------- |
| Татарин Марія Василівна | Сільський голова, 1951 року народження, освіта, позапартійна | 26.03.2006   | 31.10.2010      |

Примітка: таблиця складена за даними джерела